# Władysław Ignacy Wisłocki
Władysław Ignacy Wisłocki herbu Sas (ur. 31 lipca 1841 w Knihyniczach k. Rohatynia, zm. 4 czerwca 1900 w Krakowie) – polski archiwista, bibliotekarz, bibliograf, historyk literatury, kustosz Biblioteki Jagiellońskiej, profesor Uniwersytetu Jagiellońskiego, członek Akademii Umiejętności. Założyciel i redaktor Przewodnika Bibliograficznego, pierwszej polskiej bibliografii bieżącej.

## Życiorys
Syn Ludwika Wisłockiego i Agnieszki ze Strzeleckich, stryj Władysława Tadeusza Wisłockiego (1887–1941), bibliografa, kustosza i dyrektora Zakładu Narodowego im. Ossolińskich. Jego żoną była Paulina ze Strzeleckich (1845–1920), a wnukiem Juliusz Sas-Wisłocki (1909–1973), adwokat, założyciel K! Palestra. W Krakowie mieszkał w Domu Długosza przy ulicy Kanoniczej, lato spędzał z rodziną w Kalwarii Zebrzydowskiej. Po dłużej chorobie (nowotwór prawego płuca), zmarł w 1900 roku. Został pochowany na cmentarzu Rakowickim w Krakowie (kwatera IVa, zach.).

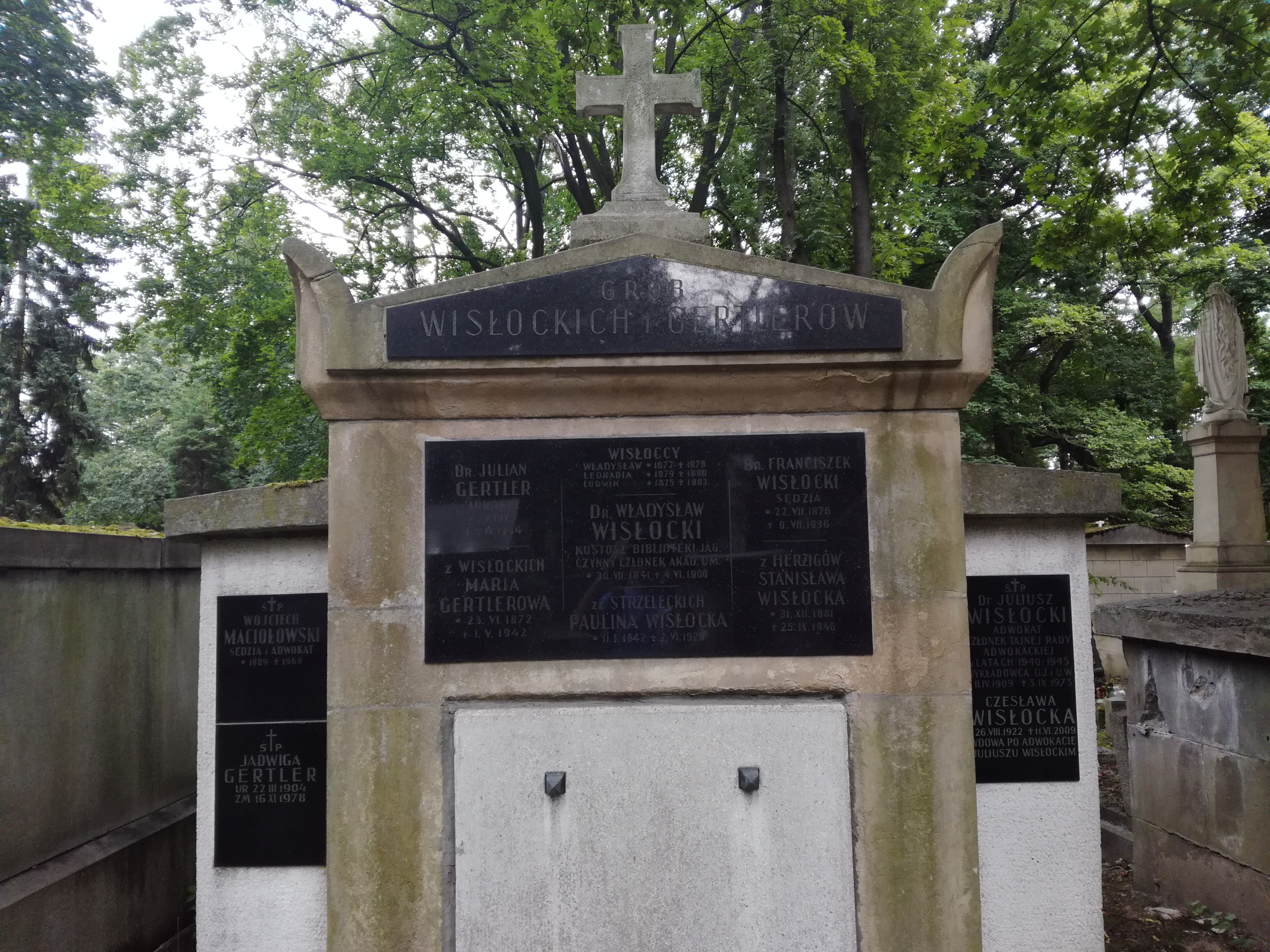
Grób Władysława Wisłockiego na cmentarzu Rakowickim

We Lwowie studiował na Wydziale Filozoficznym Uniwersytetu Lwowskiego otrzymując tytuł doktora filozofii w 1867 roku. Po uzyskaniu dyplomu był przez krótki czas (1867–1869) nauczycielem języków starożytnych we lwowskim Gimnazjum im. Franciszka Józefa. Końcem 1869 roku objął posadę kustosza w Zakładzie Narodowym im. Ossolińskich. Jego recenzja Bibliografii polskiej Karola Estreichera przyniosła mu rozgłos i powołanie na stanowisko kustosza Biblioteki Jagiellońskiej w marcu 1874 roku, które piastował dożywotnio. Uznając jego zasługi, szczególnie na polu wydawniczym materiałów do dziejów literatury i języka polskiego, jak też publikacji bibliograficznych został mianowany w 1878 roku członkiem korespondentem Akademii Umiejętności, a w 1880 roku członkiem czynnym (zasiadał w komisjach: językowej, literackiej oraz historii sztuki). Po śmierci swego przyjaciela Żegoty Paulego, wybrano go na jego następcę i nadano zaszczytny tytuł Historyografa Uniwersytetu Jagiellońskiego. W 1896 został członkiem zarządu nowo powstałego Österreichischer Verein für Bibliothekswesen, na którego czele stał dyrektor Biblioteki Dworskiej w Wiedniu Heinrich von Zeißberg.
Przez całe aktywne życie zawodowe prowadził korespondencję z intelektualistami epoki, m.in. z Józefem Ignacym Kraszewskim. Spuścizna rękopiśmienna przechowywana jest w Oddziale Rękopisów Biblioteki Jagiellońskiej w Krakowie.

## Publikacje
Szczególna wartość pracy Władysława Wisłockiego leży w edycji i redakcji starodruków oraz dzieł literackich, m.in. (w kolejności chronologicznej):
- Dwie rzadkości bibliograficzne Marcina Bielskiego: Sen majowy jednego pustelnika i Rozmowa dwóch baranów o jednej głowie, [w:] Przewodnik naukowy i literacki. Dodatek do „Gazety Lwowskiej”, t. 1, Lwów 1873, s. 198–209[7].
- Julian Ursyn Niemcewicz, Dziennik drugiej podróży do Ameryki[8], Lwów 1873.
- Przywilej Kazimierza Wielkiego dany Żydom miasta Lwowa i całej Rusi, [w:] Przewodnik naukowy i literacki. Dodatek do „Gazety Lwowskiej”, t. 2, 1873, s. 717–727[9].
- Kodeks pilźnieński (pilzeński) ortylów magdeburskich, [w:] Rozprawy i sprawozdania Wydziału Historyczno-Filozoficznego, Kraków, 1874, t. 2, s. 125–205.
- Józef Bartłomiej Zimorowic, Hymny na uroczyste święta Bogarodzicy, Kraków 1876.
- Legenda o św. Aleksym. Wiersz polski z r. 1454, [w:] Rozprawy i sprawozdania Wydziału Filologicznego, t. 4, Kraków 1876, s. 314–362.

Poza tym publikował własne prace z zakresu bibliografii, dziejów wychowania, historii literatury, oświaty i języka polskiego, m.in.:
- Wacław de Brodnia ubogi i jego rękopisy, [w:] Sprawozdania Wydziału Filologicznego, t. 10, Kraków 1884.
- Contributions à l’histoire de l’Université de Cracovie, [w:] Bulletin de l’Académie des Sciences 8, Cracovie 1893, s. 330–333.
- Incunabula Typographica Bibliothecae Universitatis Jagellonicae Cracoviensis inde ab inventa arte imprimendi usque ad A. 1500 [...] Repertorium bibliographicum [...], Kraków 1900 (Munera Saecularia Universitatis Cracoviensis, vol. III).

Opracowane katalogi i bibliografie, redagowane czasopisma to m.in.:
- Katalog rękopisów Biblijoteki Uniwersytetu Jagiellońskiego, Kraków 1877–1881.
- Bibliografia pedagogiczna polska, [w:] Encyklopedia wychowawcza, t. 2, Warszawa 1882.
- Przewodnik bibliograficzny, miesięcznik (od 1 lipca 1878 roku) – pierwsza polska bibliografia bieżąca.